# Докудово (Смоленская область)
Докудово — деревня в Починковском районе Смоленской области России. Входит в состав Климщинского сельского поселения. Население — 40 жителей (2007 год). 
Расположена в центральной части области в 25 км к юго-востоку от Починка, в 26 км восточнее автодороги А141 Орёл — Витебск, на берегу реки Глуботынь. В 22 км юго-западнее деревни расположена железнодорожная станция Энгельгардтовская на линии Смоленск — Рославль. 

## История
В 1865 г. была построена церковь Воздвижения, которая была перестроена в 1903 г.. Трехглавая церковь возведена в стиле украинского зодчества.
В годы Великой Отечественной войны деревня была оккупирована гитлеровскими войсками в июле 1941 года, освобождена в сентябре 1943 года.